# Carex asperifructus
Carex asperifructus är en halvgräsart som beskrevs av Georg Kükenthal. Carex asperifructus ingår i släktet starrar, och familjen halvgräs. Inga underarter finns listade i Catalogue of Life.